# Wilhelm Gottlieb Friedrich Beitler
Wilhelm Gottlieb Friedrich Beitler, född 17 februari 1745 i Reutlingen, död 24 september 1811 i Mitau, var en tysk astronom. 
Beitler tjänstgjorde vid Petrinska akademien i Mitau. Hans observationer av den tredje Jupitermånens förmörkelser begagnades vetenskapligt av Joseph Jérôme Lefrançois de Lalande, och hans iakttagelser av den förste Jupitermånen lades av Jean-Baptiste Joseph Delambre till grund för utarbetandet av dennes måntabeller. Bland Beitlers skrifter kan nämnas Nova analysis æquationum cubicarum (1778) och Von den Planeten unseres Sonnensystems (1811).